# Simkenti nemzetközi repülőtér
A simkenti nemzetközi repülőtér (kazah nyelven Халықаралық Шымкент Әуежайы, Xalıqaralıq Şımkent Äwejayı, حالىقارالىق شىمكەنت أۋەجايى; oroszul Международный Аэропорт Шымкент) (IATA: CIT, ICAO: UAII) nemzetközi repülőtér Kazahsztán harmadik legnagyobb városában, Simkentben. A város pályaudvarától 12,6 km-re északnyugatra fekszik. A repülőtérnek 2004-ben 97 000, 2014-ben 440 000 utasa volt. A SCAT légitársaság bázisa.

## Története
A repülőtér elődje egy 1932-ben épült mezőgazdasági légibázis volt, amely 1933-tól utas- és teherszállító gépeket is kiszolgált. A simkenti repülőtér 1963-ban költözött át mai helyére; a futópályák és a terminál építése 1967-re fejeződött be. 2014-ben az utasforgalom elérte a 440 000 főt.
2012-ben a kazah és a francia kormány megegyezése értelmében az Afganisztánból visszavonuló francia erők engedélyt kaptak a repülőtér használatára; az ideérkező katonai felszereléseket az egyezmény értelmében vasúton szállították Európába, a szükséges infrastruktúra kiépítésének finanszírozását a franciák vállalták.

## Légitársaságok és úti célok

### Utasszállító
| Légitársaság  | Célállomások                                                    |
| ------------- | --------------------------------------------------------------- |
| Aeroflot      | Moszkva-Seremetyjevo                                            |
| Air Astana    | Almati, Asztana                                                 |
| AtlasGlobal   | Isztambul-Atatürk                                               |
| Bek Air       | Aktau, Almati, Asztana                                          |
| Qazaq Air     | Asztana, Aktöbe, Almati, Pavlodar                               |
| S7 Airlines   | Novoszibirszk                                                   |
| SCAT Airlines | Aktau, Almati, Asztana, Hudzsand, Koksetau, Moszkva-Domogyedovo |
| SkyBus        | Szezonális charter: Batumi                                      |

### Teherszállító
| Légitársaság | Célállomások |
| ------------ | ------------ |
| Atlas Air    | Reykjavík    |

## Forgalom
Az utasforgalom az elmúlt években az alábbi módon változott:
| Utasok száma | 186 266 | 264 690 | 442 645 | 550 873 | 621 380 | 811 114 | 817 073 | 955 412 |
|              | 2012    | 2013    | 2014    | 2015    | 2016    | 2017    | 2018    | 2019    |

## Fordítás
- Ez a szócikk részben vagy egészben  a   Shymkent International Airport című angol Wikipédia-szócikk ezen változatának fordításán alapul.  Az eredeti cikk szerkesztőit annak laptörténete sorolja fel. Ez a jelzés csupán a megfogalmazás eredetét és a szerzői jogokat jelzi, nem szolgál a cikkben szereplő információk forrásmegjelöléseként.